# Lake Louise (Alaska)
Lake Louise ist ein census-designated place (CDP) im Matanuska-Susitna Borough in Alaska in den Vereinigten Staaten. Das Gebiet liegt nordwestlich von Glennallen an der westlichen Grenze des Matanuska-Susitna Borough nördlich des Glenn Highways. Das U.S. Census Bureau hat bei der Volkszählung 2020 eine Einwohnerzahl von 15 ermittelt.

## Geschichte
Lake Louise liegt an der westlichen Ecke des historischen Gebietes der Copper River–Ahtna–Athabasken. Die Ahtnas waren Halbnomaden, die mit dem Indianerstamm der Dena'ina am Cook Inlet mit Pelzen handelten. Während der 1940er Jahre wurde das Gebiet besiedelt. Heute dient die Gegend als öffentliches Erholungsgebiet (State Recreation Area), das für Bootsfahren und Angeln bekannt ist. Fast 85 % aller Häuser werden nur in Saisonzeiten bewohnt. Schüler werden größtenteils zu Hause unterrichtet.

## Wirtschaft
Lake Louise ist für seinen Forellenbestand bekannt. In den Wintermonaten wird Eisfischen betrieben. Mehrere Lodgen bieten ganzjährig Unterkunftsmöglichkeiten. Viele Einwohner arbeiten nur in den Saisonzeiten oder befinden sich im Ruhestand. Für den Flugverkehr steht am südlichen Ende von Lake Louise eine staatliche Start- und Landebahn zur Verfügung. Daneben gibt es zwei private Flugpisten. Das Gebiet ist über den Glenn Highway und die Lake Louise Road zugänglich.

## Demografie
Zum Zeitpunkt der Volkszählung im Jahre 2000 (U.S. Census 2000) hatte Lake Louise CDP 88 Einwohner auf einer Landfläche von 124 km². Das Durchschnittsalter betrug 47 Jahre (nationaler Durchschnitt der USA: 35,3 Jahre). Das Pro-Kopf-Einkommen (englisch per capita income) lag bei US-Dollar 11.057 (nationaler Durchschnitt der USA: US-Dollar 21.587). 56,7 % der Einwohner lagen mit ihrem Einkommen unter der Armutsgrenze (nationaler Durchschnitt der USA: 12,4 %). 13,6 % der Einwohner sind deutschstämmig und etwa 10,2 % stammen von den Ureinwohner Alaskas ab.